# A művelődés könyvtára
A művelődés könyvtára egy enciklopédikus jellegű tudományos–ismeretterjesztő magyar könyvsorozat, amely 1943-44-ben jelent meg. A sorozat a következő köteteket tartalmazza: 
- (szerk.) Bartucz Lajos: A magyar nép
- (szerk.) Szent-Györgyi Albert: Az élet tudománya
- (szerk.) Zolnai Béla: A világirodalom története I. (több kötet nem jelent meg)[forrás?]

## Forrás
- https://www.antikvarium.hu/index.php?type=search&ksz=a%20m%C5%B1vel%C5%91d%C3%A9s%20k%C3%B6nyvt%C3%A1ra&elist=3&oldaldb=60&oldalcount=1&interfaceid=106